# Pinus torreyana
Pinus torreyana ist eine Pflanzenart aus der Gattung der Kiefern (Pinus) innerhalb der Familie der Kieferngewächse (Pinaceae). Das natürliche Verbreitungsgebiet liegt in Kalifornien. Es werden zwei Unterarten unterschieden, das Verbreitungsgebiet der einen Unterart liegt nördlich von San Diego vom Meer bis etwa 1,5 Kilometer ins Inland, das Verbreitungsgebiet der zweiten Unterart liegt auf der Insel Santa Rosa Island. Mit unter 5000 Exemplaren ist sie die seltenste Kiefernart Nordamerikas. Die Art ist gesetzlich geschützt und wird aufgrund der geringen Bestände in der Roten Liste der IUCN als gefährdet eingestuft.

## Beschreibung

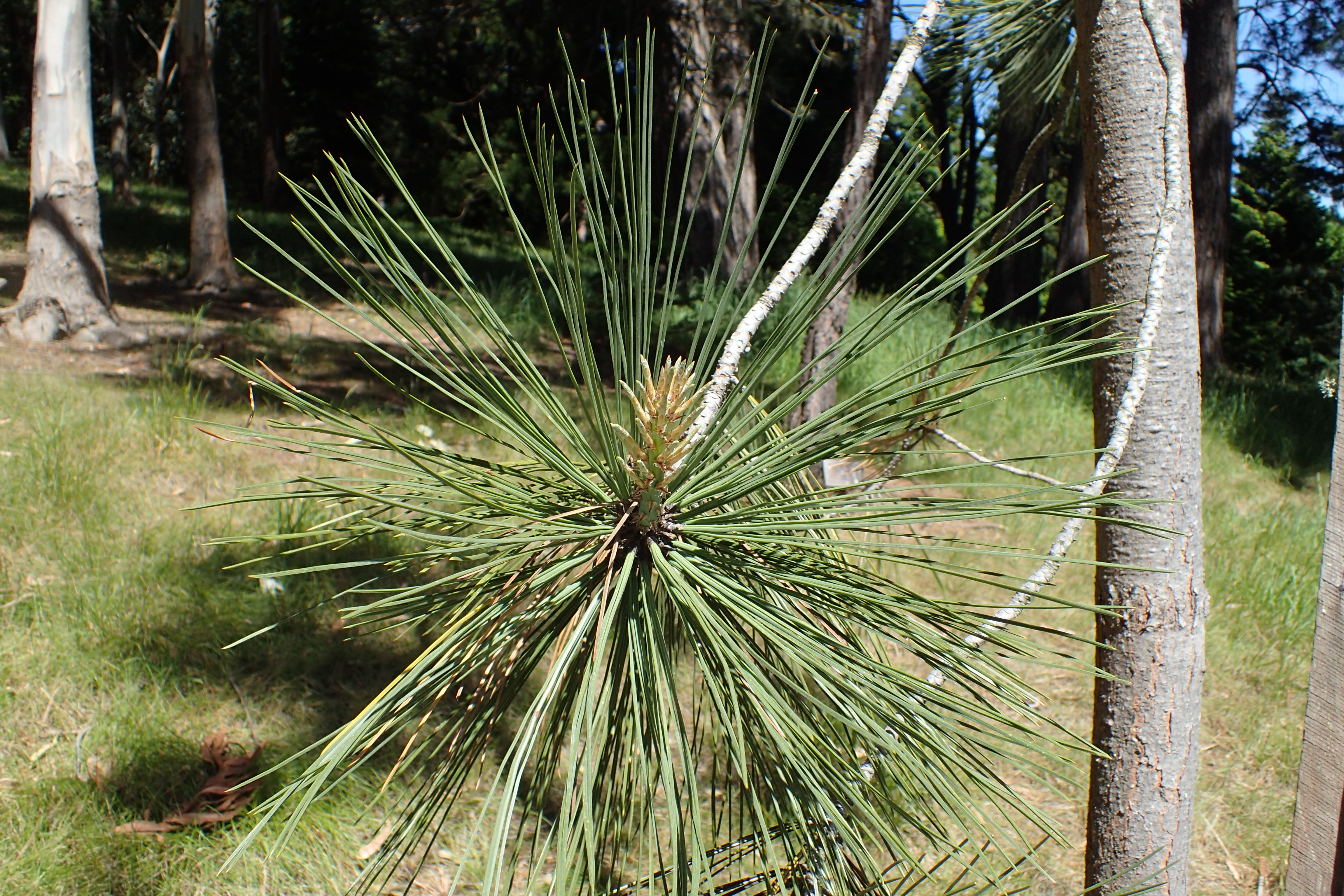
Zweig mit Nadeln

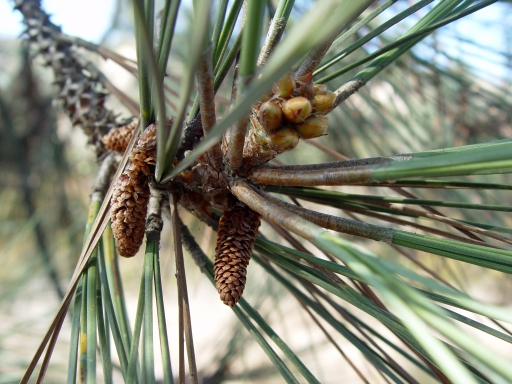
Junge Pollenzapfen und Samenzapfen

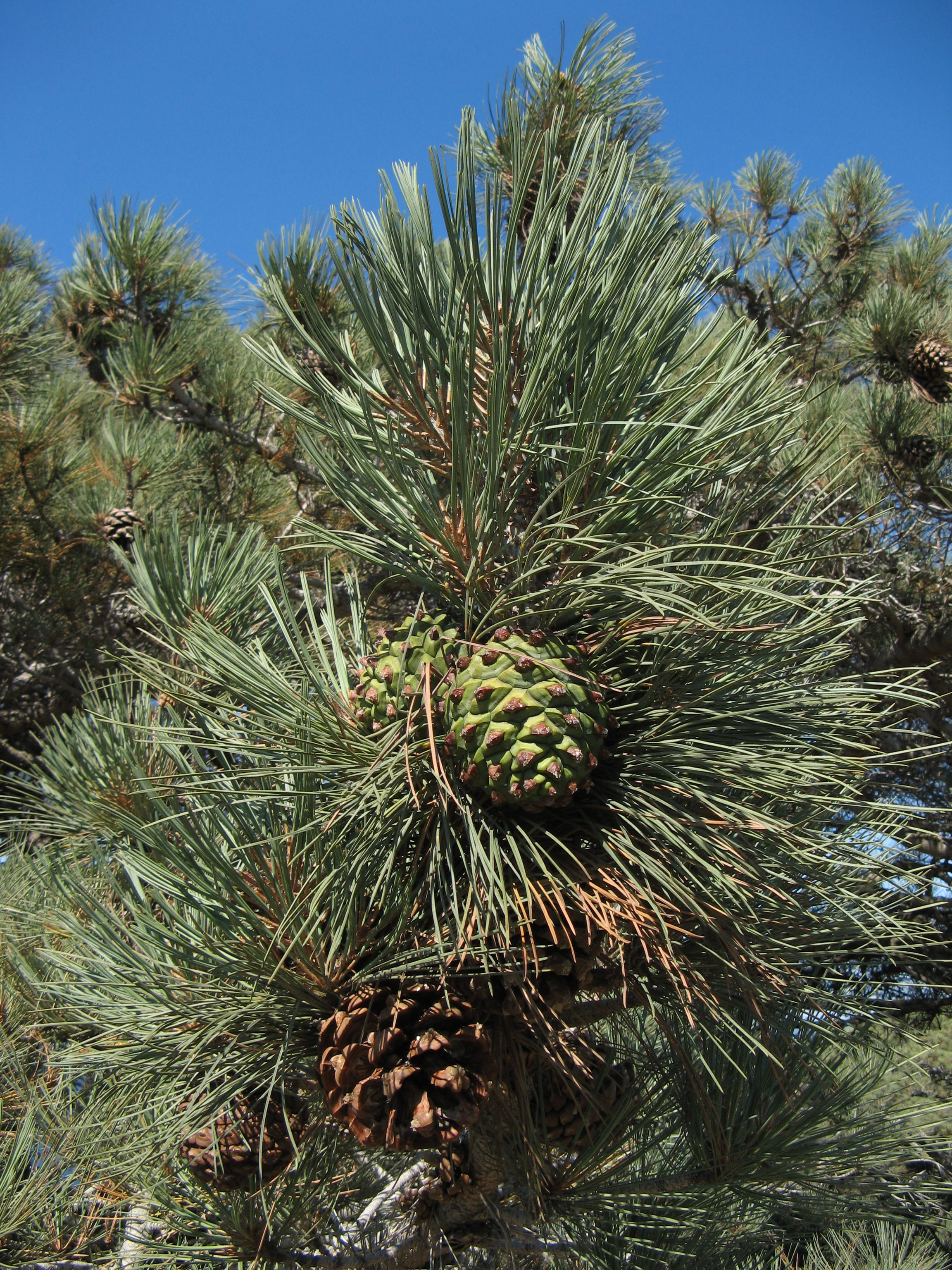
Samenzapfen der Varietät Pinus torreyana var. insularis auf Santa Rosa Island, Kalifornien

### Erscheinungsbild
Pinus torreyana wächst als immergrüner Baum, der Wuchshöhen von 15 bis 23 Metern erreicht. Der Stamm im natürlichen Verbreitungsgebiet ist meist krumm oder gebogen und erreicht einen Brusthöhendurchmesser von bis zu 100 Zentimetern. Die Stammborke ist rau und schuppig, tief in unregelmäßige, längliche, flache Platten zerrissen, zuerst rötlich braun und bei älteren Bäumen purpurn grau. Die Äste stehen ausgebreitet oder aufsteigend und bilden eine offene oder flache Krone. Benadelte Zweige sind kräftig und etwa 10 Millimeter dick, Samenzapfen tragende Zweige werden bis zu 20 Millimeter dick. Die Rinde junger Zweige ist kahl, rau, anfangs grünlich und später purpurfarben-braun bis schwarz.

### Knospen und Nadeln
Die Knospen sind eiförmig-konisch, blass braun, 20 bis 30 Millimeter lang und nicht harzig. Die als Knospenschuppen ausgebildeten Niederblätter sind hellbraun und haben einen weißen Rand. Die Nadeln wachsen meist zu fünft manchmal zu viert oder sechst in einer bis zu 20 Millimeter langen, sich später verkürzenden aber bleibenden Nadelscheide. Sie sind graugrün, steif und abstehend, gerade oder gebogen, leicht um die Längsachse verdreht, 15 bis 25 Zentimeter lang und etwa 2 Millimeter dick. Der Nadelrand ist sehr fein gesägt, das Ende plötzlich spitz. Auf allen Nadelseiten gibt es deutliche Spaltöffnungslinien. Es werden drei bis sechs Harzkanäle gebildet. Die Nadeln bleiben drei bis vier Jahre am Baum.

### Zapfen und Samen
Die Pollenzapfen sind gelb, eiförmig-zylindrisch und 20 bis 30 Millimeter lang mit Durchmessern von 8 bis 10 Millimetern. Die Samenzapfen wachsen einzeln oder selten in Paaren auf kräftigen, 3 bis 4 Zentimeter langen Stielen. Die Zapfen reifen nach 3 Jahren und bleiben noch mehrere Jahre am Baum. Ausgereifte Zapfen sind sehr groß, breit eiförmig bis eiförmig-konisch, 10 bis 16 Zentimeter lang und geöffnet 8 bis 17 Zentimeter breit, gelb- bis rotbraun und sehr harzig. Die 60 bis 80 Samenschuppen sind dick holzig, steif und keilförmig. Sie haben zwei adaxiale Samenhöhlungen. Die Apophyse ist deutlich ausgebildet und erhöht, im Umriss mehr oder weniger rhombisch bis vieleckig, scharf quer gekielt oder mit vier bis fünf zusammenlaufenden Furchen versehen, glänzend hellbraun oder rotbraun. Der Umbo liegt mittig bis dorsal. Er ist pyramidenförmig oder leicht gebogen und hat eine stumpfe und harte Spitze.
Die Samen sind groß, verkehrt eiförmig, leicht abgeflacht, bis zu 10 Millimeter lang, 10 bis 14 Millimeter breit, hellbraun und teilweise dunkel gefleckt. Der Samenflügel ist verkürzt, bis zu 10 Millimeter lang. Er umschließt den Samen ringförmig, fällt häufig früh ab oder bleibt auf den Samenschuppen zurück.

### Chromosomenzahl
Die Chromosomenzahl beträgt 2n = 24.

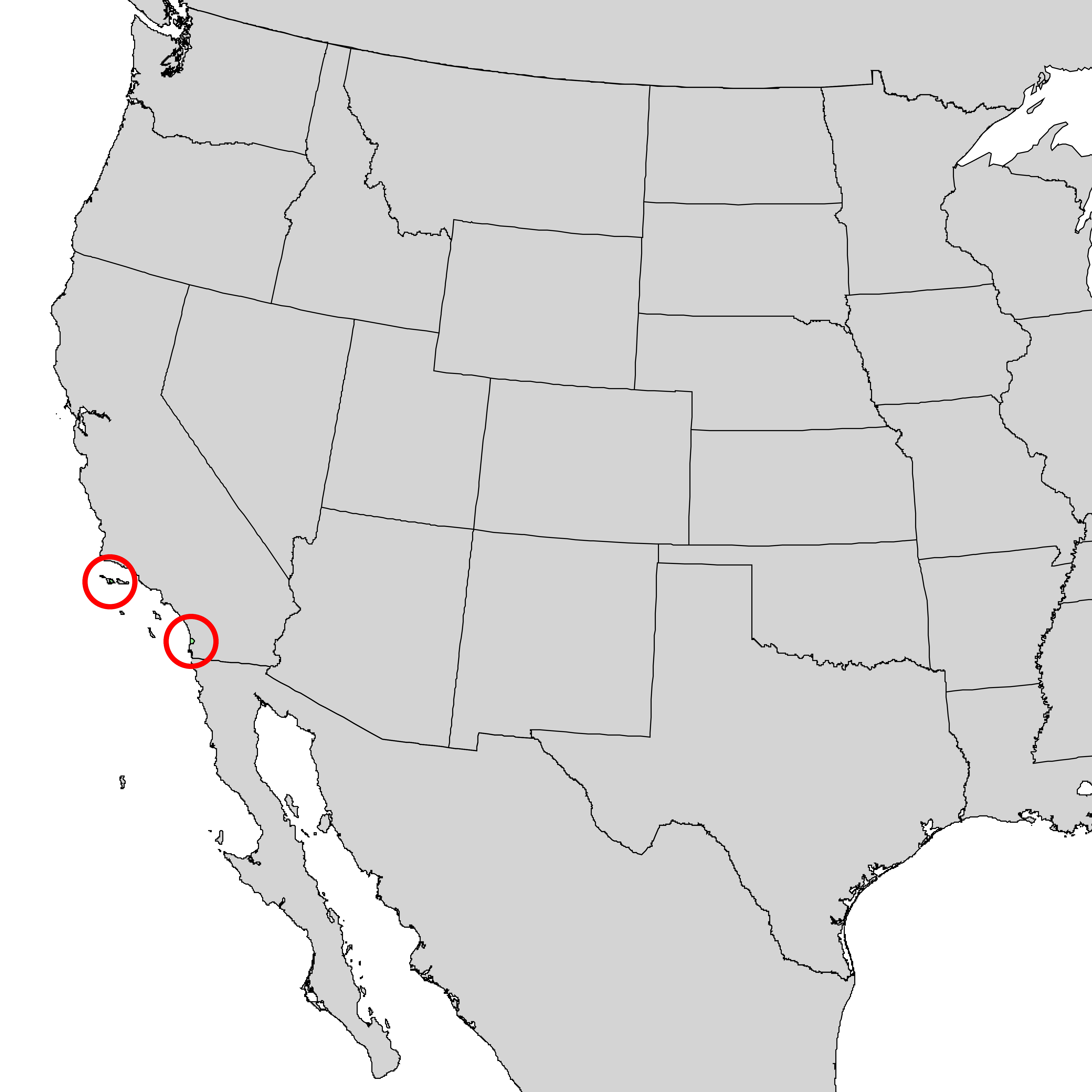
Verbreitungskarte

## Vorkommen und Gefährdung

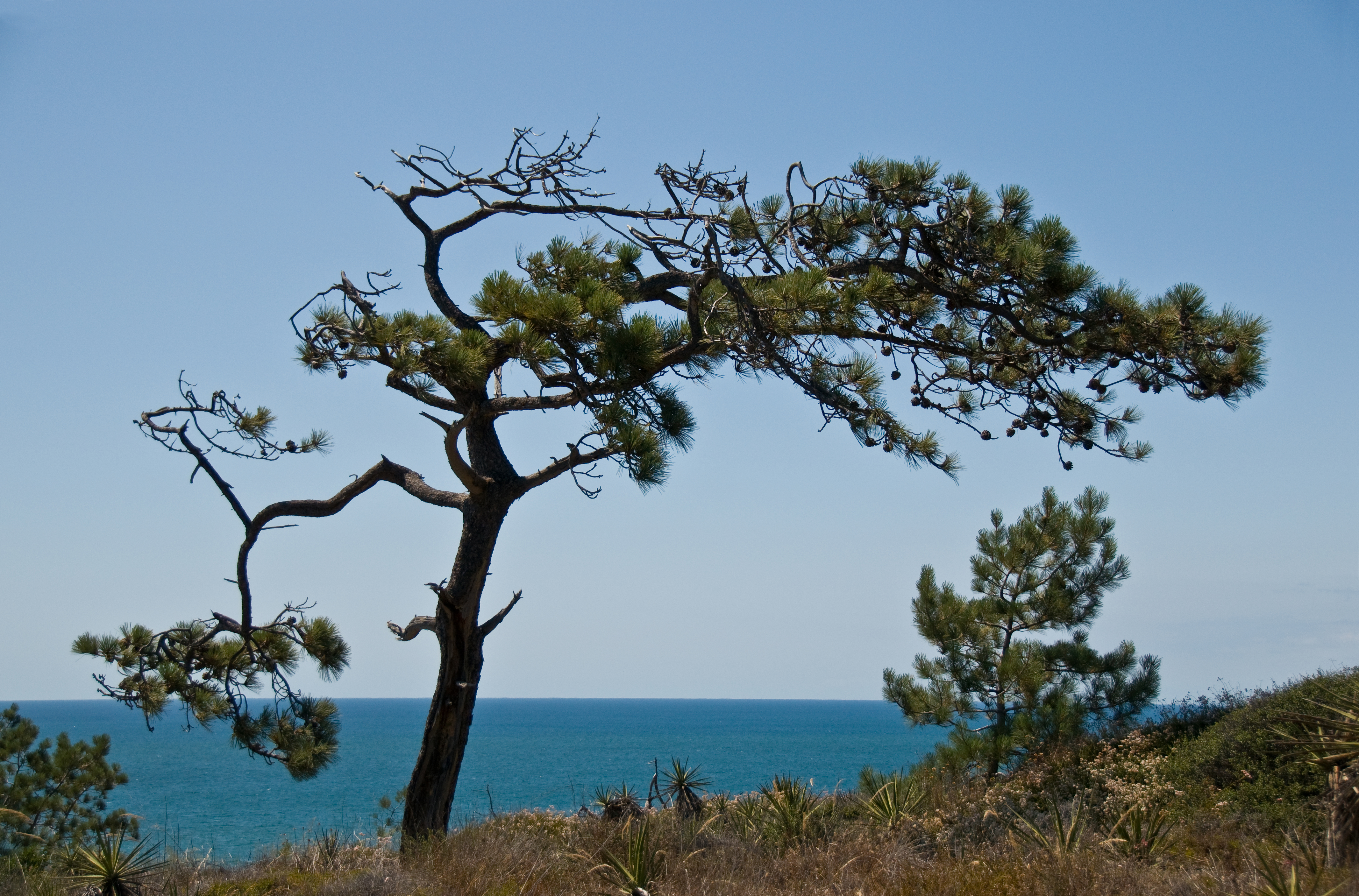
Exemplar im Torrey Pines State Park, Kalifornien

Das natürliche Verbreitungsgebiet von Pinus torreyana liegt im Süden von Kalifornien im San Diego County und Santa Barbara County.
Pinus torreyana ist eine tertiäre Reliktart, hatte also in dieser Zeit ein deutlich größeres Verbreitungsgebiet, wurde jedoch auf ein kleines Gebiet entlang der Küste mit etwa 1,6 Kilometer Breite und auf die kleine Insel Santa Rosa Island vor Südkalifornien zurückgedrängt. Das Verbreitungsgebiet erstreckte sich im Oligozän und Miozän weiter nach Norden bis ins heutige Oregon. Sie wächst direkt vom Meer bis in eine Höhe von etwa 180 Metern auf steinigen und sandigen Hängen. Sie braucht die täglich vom Meer kommenden Nachmittagsnebel, die die direkte Sonneneinstrahlung abschwächen. Man findet sie im Chaparral oder mit anderen Bäumen wie Eichen und dem Amerikanischen Erdbeerbaum (Arbutus menziesii).
In der Roten Liste der IUCN wird Pinus torreyana als „gefährdet“ (= „Vulnerable “) eingestuft. Es wird jedoch darauf hingewiesen, dass eine Neubeurteilung aussteht.

## Systematik und Forschungsgeschichte

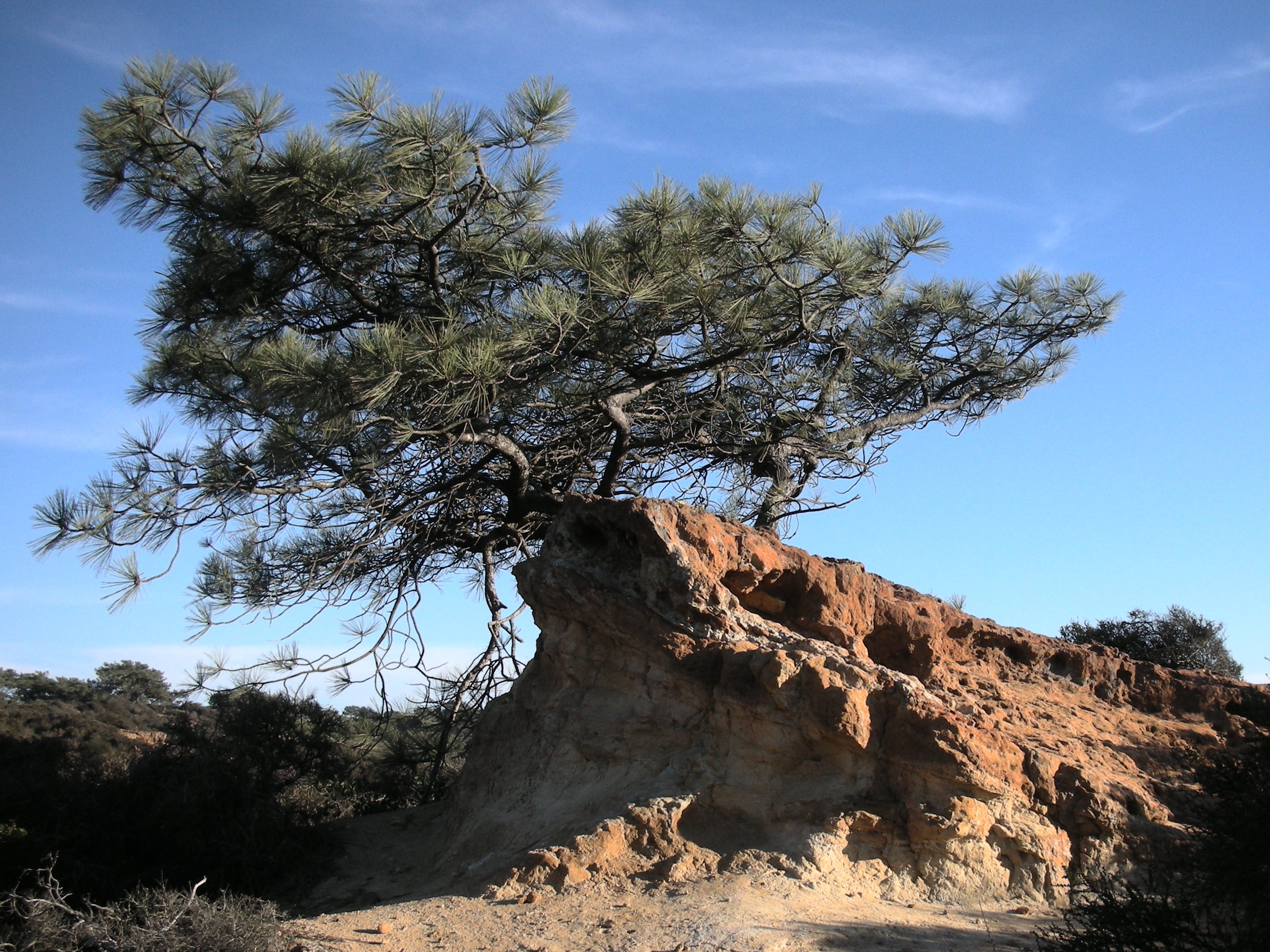
Baumexemplar im Torrey Pines State Park, Kalifornien

Die gültige Erstbeschreibung von Pinus torreyana erfolgte 1855 durch Élie-Abel Carrière in Traité Général des Conifères ..., 1, Seiten 326–327. Diese Beschreibung basierte auf einer Beschreibung von Charles Christopher Parry, die jedoch nicht die Anforderungen an eine Erstbeschreibung erfüllte. Das Artepitheton torreyana wurde von Charles Christopher Parry gewählt und erinnert an den amerikanischen Botaniker John Torrey (1796–1873).
Die Art Pinus torreyana gehört zur Untersektion Ponderosae aus der Sektion Trifoliae in der Untergattung Pinus, innerhalb der Gattung der Kiefern (Pinus).
Von Pinus torreyana werden zwei Unterarten unterschieden:
- Pinus torreyana Parry ex Carrière subsp. torreyana (Syn.: Pinus lophosperma Lindl.[8]): Die Bäume haben einen aufrechten meist 15 Meter seltener 20 Meter hohen Stamm. Die Samenzapfen sind geschlossen eiförmig mit Durchmessern unter 12 Zentimetern. Die Samen sind mehr oder weniger gleichmäßig braun und entweder gar nicht oder nur leicht gefleckt. Das Verbreitungsgebiet liegt im San Diego County an der Küste nördlich von San Diego. Die südlichen Bestände sind im Torrey Pines State Park gesetzlich geschützt. Durch die geringe Zahl von weniger als 3500 Exemplaren (Status 2010) aufgeteilt in zwei Populationen auf etwa 320 Hektar und die Nähe zu einem Ballungszentrum sind die Bestände jedoch durch Ereignisse wie Brände, Krankheiten oder Insektenbefall bedroht. Bäume außerhalb des Parks werden nicht vor der Stadtentwicklung geschützt und werden manchmal gefällt.[9] Ein Befall durch Käfer aus der Gattung Ips wurde jedoch erfolgreich überstanden. Trotzdem wird die Unterart durch die IUCN als vom Aussterben bedroht (Critically Endangered) eingestuft.[10]
- Pinus torreyana subsp. insularis J.R.Haller: Die Bäume wirken meist verkrüppelt und erreichen Höhen von meist nur unter 10 Metern. Die Krone ist aufgrund der harten Umweltbedingungen flach. Die Samenzapfen sind im geschlossenen Zustand meist breiter als 12 Zentimeter und haben kräftige, beinahe gerade Umbos. Die Samen sind schwarz gefleckt. Das Verbreitungsgebiet liegt auf Santa Rosa Island im Santa Barbara County. Die Bestände bestehen aus zwei Populationen aus etwa 1000 ausgewachsenen Bäumen auf weniger als 100 Hektar. Die Bäume sind gesetzlich geschützt, doch liegen die Bestände nahe der Küste und sind durch Erosion, Feuer, Insekten und Krankheiten gefährdet.[9] Die Unterart wird daher durch die IUCN als stark gefährdet (Endangered ) eingestuft.[11]

## Verwendung
Pinus torreyana wird nicht als Holzlieferant genutzt und die Bestände sind gesetzlich geschützt. Sie wird in Kalifornien gärtnerisch verwendet, jedoch nur selten außerhalb Kaliforniens. Unter den günstigeren Bedingungen in Gärten kann sie zu einem großen Baum auswachsen, ein Exemplar in Neuseeland erreichte eine Höhe von 45 Metern und einen Brusthöhendurchmesser von 1,5 Metern.